# Éclectisme (architecture)

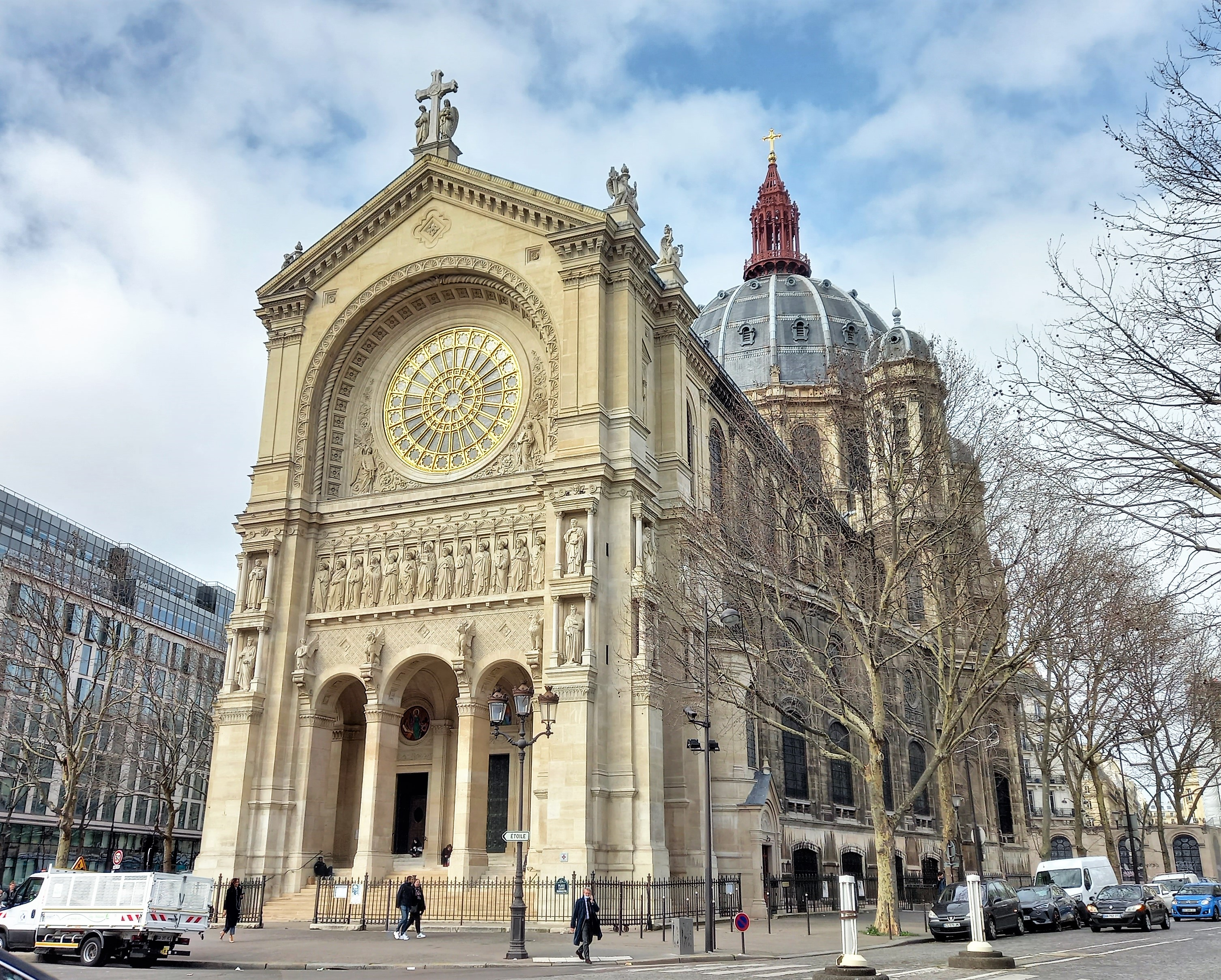
Église Saint-Augustin de Paris (1860-1871), conçue par Victor Baltard, exemple d'architecture éclectique : elle mêle en effet des références au style romano-byzantin avec ses portails et ses coupoles, avec quelques citations gothiques, dans un traitement d'ensemble qui relève plus des styles Renaissance et baroque, auxquels s'ajoutent les innovations de l'ère industrielle.

Pour l’article homonyme, voir Éclectisme.
L'éclectisme est une tendance en architecture qui consiste à mêler les meilleurs éléments stylistiques empruntés à différents styles ou époques de l'histoire de l'art et de l'architecture, même exotiques. Il se manifeste en Occident entre les années 1860 et la fin des années 1920.
Les premières manifestations ont eu lieu dans l'Angleterre du XVIIIe siècle et durent tout au long du XIXe et une partie du XXe siècle. Certaines expériences de la cour des Bourbons de Naples peuvent également être assimilées à cette tendance à Palerme, dans la période de refuge de la République parthénopéenne, comme dans le palais chinois.

## Principes
Les principes de l'éclectisme en architecture ont été exposés par l'architecte et historien Jean-Pierre Epron dans son ouvrage Comprendre l'éclectisme. Ce mouvement se situe à la confluence de l'historicisme propre au XIXe siècle et du rationalisme prôné par Henri Labrouste. Il va à contresens du néoclassicisme, qui consiste à concevoir des bâtiments homogènes d'inspiration unique (de l'antiquité égyptienne ou gréco-romaine au style Louis XVI). De plus, les architectes éclectiques n'ont pas hésité à réemployer et à mélanger des styles historiques jusqu'alors rejetés pour leur interprétation libre du répertoire classique. C'est ainsi que le style néo-baroque, inspiré de l'architecture baroque des XVIIe et XVIIIe siècles, a été appliqué à un grand nombre de monuments occidentaux entre le dernier tiers du XIXe siècle et le début du XXe siècle.
Né en France puis rapidement exporté dans toute l'Europe jusqu'en Russie, puis aux États-Unis, le style Beaux-Arts applique les préceptes de l'éclectisme. Un des édifices les plus représentatifs de ce courant est l'Opéra Garnier à Paris, œuvre de l'architecte Charles Garnier inaugurée en 1875.

## Pratique, comportement, langage de l'éclectisme
Selon François Loyer la pratique de l'éclectisme manifeste un certain comportement. « Il pratique peu le mélange des styles, c'est plutôt les modèles qu'il mélange, mais rarement le détail de style. » Dans l'architecture « de style », historiciste, néo-gothique, néo-Renaissance, néo-baroque, néo-byzantine, voire orientaliste, le répertoire des formes est bien emprunté à l'histoire de l'architecture, mais son traitement est très peu conforme à l'esprit initial, empêché qu'il est par une écriture excessive du détail, qui en fait souvent une accumulation. En fait cette pratique réécrit totalement le style du passé auquel elle se réfère.
Claude Mignot, quant à lui, distingue deux modes opératoires. Un éclectisme typologique qui cherche à faire correspondre, selon une convention ou une « convenance » plus ou moins exprimée, tel programme à tel style historique qui sera adapté, modifié en fonction des besoins. C'est ce qu'expose la Ringstrasse à Vienne (Autriche). Le même principe répond à la demande liée à l'affirmation des nationalismes du XIXe siècle, comme le palais de Westminster à Londres. L'autre mode opératoire est celui de l'éclectisme synthétique, qui « s'appuie sur l'expérience architecturale passée pour combiner, de manière neuve, principes, solutions et motifs d'époques différentes. Cette synthèse pouvant être opérée sur un champ plus ou moins large ». De manière à peine caricaturale c'est la pratique du poncif, un assemblage de décalques, une succession de « copier-coller ». Plusieurs exemples sont évoqués par l'auteur, comme la basilique du Sacré-Cœur de Montmartre et l'Hospice Barbieux à Roubaix, le Palais de Justice de Bruxelles. L'architecte César Daly a eu cette formule : « Pour les éclectiques, le passé est un portefeuille de motifs ».

## Le style éclectique dans la maison
L'architecture éclectique est très répandue dans les maisons individuelles de la petite et moyenne bourgeoisie, un exemple remarquable est celui des maisons de la rue Gounod à Lille, les hôtels particuliers, par exemple l'hôtel Dévallée à La Madeleine et certains bâtiments publics de la métropole lilloise construits dans la deuxième moitié du XIXe siècle et jusque vers 1930.
Ce style architectural est également très courant dans le Nord de la France et en Belgique.

## Architectes

### France
- Paul Abadie
- Victor Baltard
- Jean Boussard
- William Bouwens van der Boijen
- Louis-Marie Cordonnier
- Gabriel Davioud
- Charles Duval
- Achille-Jacques Fédel
- Charles Garnier
- Léonce Hainez
- Charles de Lalande
- Armand Lemay
- Victor Mollet
- Pierre Bossan

### Allemagne
- Ernst von Ihne
- Karl Weissbach

### États-Unis
- Richard Morris Hunt
- Frank Furness
- Henry Hobson Richardson

### Belgique
- Henri Beyaert
- Georges Dhaeyer
- Émile Janlet
- Joseph Poelaert
- Benjamin De Lestré de Fabribeckers

### Russie
- Alfred Parland
- Alexandre Kaminski
- Constantin Thon
- Andreï Stackenschneider

### Pays-Bas
- Pierre Cuypers

## Bâtiments remarquables

### Argentine
- Palacio de Aguas Corrientes, Palais des eaux courantes à Buenos Aires, district de Balvanera, 1887-1894.

### Espagne
- Édifice La Adriática (Séville), 1914-1922.
- Palais de la Députation de Pontevedra
- Hôtel de ville de Pontevedra

### France
- Église Saint-Augustin de Paris
- Siège central du Crédit lyonnais
- Hôtel Cernushi
- Basilique Notre-Dame de Fourvière

### Grèce
- Villa Bianca à Thessalonique (1913).
- Ancien palais de justice de Komotiní (1870)
- Palais Réntis à Athènes (1928)

### Italie
- Palazzo della Provincia à Bari (1932-1935)
- Palazzetto De Angelis à Rome (1892-1895).
- Villa Folchi à Rome (1896).

### Portugal
- Palais national de Pena à Sintra, 1839

### Roumanie
- Palais Babos à Cluj-Napoca, années 1890.

### Turquie
- Mosquée Nallı Masjid (1869).